# FR-4
FR-4 oder auch FR4 bezeichnet eine Klasse von schwer entflammbaren bzw. flammhemmenden Verbundwerkstoffen, bestehend aus Epoxidharz und Glasfasergewebe. Die Abkürzung FR steht für englisch flame retardant (dt. flammenhemmend) und entspricht den Anforderung von UL94V-0.
Das Material ist in verschiedenen Varianten am Markt verfügbar, deren Wasseraufnahme, Glasübergangstemperatur, Dielektrizitätszahl, dielektrischer Verlustfaktor sich unterscheiden.
Zur Verbesserung der Flammhemmung wird der Verbundwerkstoff zum Beispiel mit Stoffen wie polybromierte Diphenylether versetzt. Die flammhemmende Substanz wird zunehmend im Harz mit gebunden. Halogenfreies FR4 enthält stattdessen einen mineralischen Phosphor/Aluminiumtrihydrat-Flammschutz
Der Verbundwerkstoff FR-4 wurde 1968, neben anderen Verbundwerkstoffen, von der National Electrical Manufacturers Association (NEMA) in den Eigenschaften in der Spezifikation NEMA LI1 festgelegt.
FR-4 wird unter anderem als elektrisch nicht leitendes Trägermaterial bei elektrischen Leiterplatten eingesetzt; das ist das Haupteinsatzgebiet. Im Gegensatz zu Verbundwerkstoffen wie FR-2 (Hartpapier) hat es eine höhere Kriechstromfestigkeit, höhere Festigkeit und eine geringere Wasseraufnahme. Weiterer Vorteil von FR-4 ist die gute Haftung der Kupferschicht auf dem Trägermaterial, wodurch die Leiterbahnen und Lötinseln zuverlässiger sind.
FR4 wird auch zu Abstands- und Stützelementen (Isolatoren) verarbeitet.
FR-4-Werkstoffe haben folgende typische Eigenschaften:
- max. Betriebstemperatur 115 bis 140 °C
- Durchschlagfestigkeit 13 bis 60 kV/mm (je nach Feldrichtung, Prüfregime und Qualität)
- Dielektrizitätszahl im Bereich von 3,8…4,5[3]
- Dielektrischer Verlustfaktor ca. 0,012 bis 0,035 (Spezifikation Standardmaterial)
- Kriechspannungsfestigkeit (CTI) >175…249 (Standardmaterial), bis 600[4]